# 수방자야

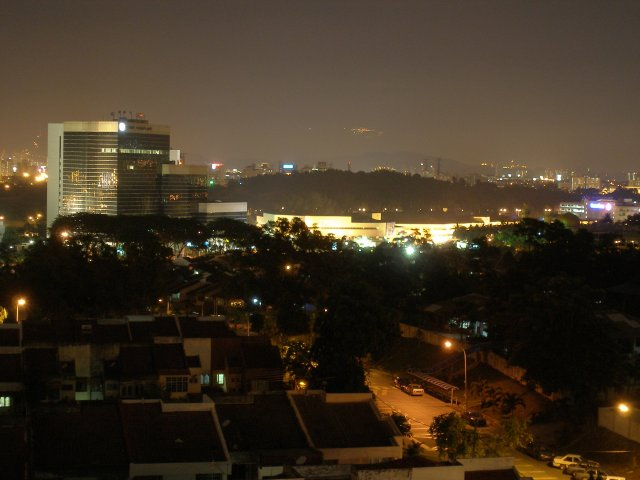
수방자야의 야경

수방자야(Subang Jaya)는 말레이시아 슬랑오르주에 있는 도시이다. 인구는 1,321,672명(2009년 기준), 면적은 70km2이다.